# Oscar Fredriks församling
Göteborgs Oscar Fredriks församling är en församling i Carl Johans pastorat i Göteborgs södra kontrakt i Göteborgs stift i Göteborg.
Församlingen omfattar de två centralt belägna stadsdelarna Olivedal och Slottsskogen samt delar av stadsdelarna Masthugget och Stigberget. 

## Administrativ historik
Församlingen bildades 1908 genom en utbrytning ur Masthuggs församling och utgjorde sedan till 2018 ett eget pastorat, för att därefter ingå i Carl Johans pastorat.

## Kyrkor och byggnader
- Oscar Fredriks kyrka
- Oscar Fredriks församlingshydda, riven 1968

## Areal
Oscar Fredriks församling omfattade den 1 januari 1976 en areal av 2,4 kvadratkilometer, varav 2,2 kvadratkilometer land.